# Кузнецова, Вера Нестеровна
Вера Нестеровна Кузнецова (1908 — 198?) — русская советская писательница-фантастка, педагог.
Работала учительницей в школе и лектором. Проживала в Казахстане.
Перу Кузнецовой принадлежит повесть детской научной фантастики «Необычайное путешествие» (1955). Книга была создана в качестве художественного и научно-познавательного воплощения темы «развития человеческого общества, начиная от питекантропов и до коммунизма включительно». К работе над повестью была привлечена небольшая группа школьников. Кузнецова также искала материал и консультировалась в библиотеках и музеях СССР, у работников АН СССР и Казахстана.
Согласно информации в журнале «Советский Казахстан» за 1957 год, написала ещё одну повесть — «Земля — Марс», которая, однако, так и не была опубликована.

## Публикации
- Кузнецова В. Н. Необычайное путешествие: НФ повесть / ред. Н. Титов; худ. Н. Гаев. — Алма-Ата: Казгослитиздат, 1955. — 308 с. — 20 000 экз.